# Menschen, die vorüberziehen
Menschen, die vorüberziehen ist der Titel eines Schweizer Tonfilmdramas, das Max Haufler 1941/42 für die Zürcher Gloriafilm realisierte, deren erster Leiter Günther Stapenhorst war. Das Drehbuch hatte Haufler zusammen mit Albert Jakob Welti und Horst Budjuhn geschrieben. Die Hauptrollen waren mit namhaften Schweizer Schauspielern wie Adolf Manz, Rudolf Bernhard, Emil Hegetschweiler und Lukas Ammann besetzt. Die Charakterrolle der Boschka spielte die aus Nazi-Deutschland emigrierte Schauspielerin und Kabarettistin Therese Giehse.
Im Film treffen zwei unterschiedliche Lebensweisen, zwei unterschiedliche Welten kontrastreich aufeinander: das sesshafte Bauerntum und das fahrende Künstlervolk.

## Hintergrund
Als literarische Vorlage für das Drehbuch diente Carl Zuckmayers Bühnenstück Katharina Knie von 1929. Die Autoren bearbeiteten sie jedoch so landestypisch, dass ein eigenständiges schweizerisches Werk entstand. Harry Ringer und Otto Ritter waren die Photographen. Die Szene entwarf Fritz Butz, die Garderobe besorgte Ruth Zürcher. Die Musik zu dem Film komponierte Hans Haug, und im Studio Bellerive wurde gedreht.
In der Deutschschweiz hatte «Menschen, die vorüberziehen» am 5. Februar 1942 in Zürich Premiere; in der frankophonen Schweiz hiess der Film Gens qui passent. In Österreich wurde der Film erst nach dem Zweiten Weltkrieg am 16. Januar 1948 uraufgeführt. Er wurde auch in Frankreich, Dänemark und Schweden gezeigt.

## Rezeption
Die Aufnahme beim Publikum war verhalten, obwohl die Pressestimmen mehrheitlich positiv ausfielen. Der Export des Films nach Reichsdeutschland wurde in Berlin verhindert. So konnte der Film trotz zustimmender Kritiken und solider Zuschauerzahlen seine Produktionskosten in Höhe von 200'000 Franken nicht einspielen. Durch die finanziellen Verluste geriet die Produktionsgesellschaft in arge Schieflage; 1943 musste sie die Spielfilmproduktion einstellen.
«Menschen, die vorüberziehen» war brisant in einem Klima geistiger Landesverteidigung. Die Begegnung des Zirkusmädchens Marina Horn mit dem Seeländer Bauern Hans Bucher erschöpft sich nicht in einer schwierigen Liebesgeschichte; vielmehr vermittelt die respektvolle Perspektive auf das Leben einer fahrenden Zirkustruppe auch ein Interesse an anderen als bürgerlichen Lebensentwürfen («Sortie du labo», 7. Februar 2013).

«Der Schweizer Film hat sich seltsamerweise mit dieser einen Ausnahme nie mit der Welt des Zirkus beschäftigt. Mit dieser einen Ausnahme ist ein Werk entstanden, das [durch] seine poetische Substanz und durch die Kraft seiner Bilder zu den bedeutsamsten Schweizerproduktionen zu zählen ist.»

«Besonders überzeugend sind die Schauspieler, die eine Vielzahl von Dialekten und Sprachen vermischen, um das kunterbunte Volk der Artisten darzustellen. Die meisten davon sind unbekannt oder wenig bekannt, grosse Namen tummeln sich eher in Nebenrollen. Aber das trägt durchaus zur Authentizität bei. Weiter untermauert wird diese durch die edlen, aber rustikalen Bilder und Hauflers unaufdringliche Inszenierung. ‹Menschen die vorüberziehen› ist nicht der anspruchsvollste, spannendste oder wichtigste Film, den die Schweiz in jener Zeit hervorgebracht hat, aber handwerklich starkes und inhaltlich treffendes Kino. Und das war in der Schweiz 1942 noch alles andere als die Norm.»

Das Schweizer Radio und Fernsehen (SRF), das «Menschen, die vorüberziehen» am 9. Juni 2010 ausstrahlte, brachte den Film auf einer DVD zusammen mit den Specials «Historische Hintergründe über die Entstehung des Films / Film: Erinnerung an Max Haufler (45 Min.) / Beitrag über die Rettung des Filmmaterials» in den Handel.